# Crucibulum springvaleense
Crucibulum springvaleense is een slakkensoort uit de familie van de Calyptraeidae. De wetenschappelijke naam van de soort is voor het eerst geldig gepubliceerd in 1942 door Rutsch.